# Eleocharis palustris
El junco palustre  (Eleocharis palustris) es una especie de plantas de la familia de las ciperáceas.

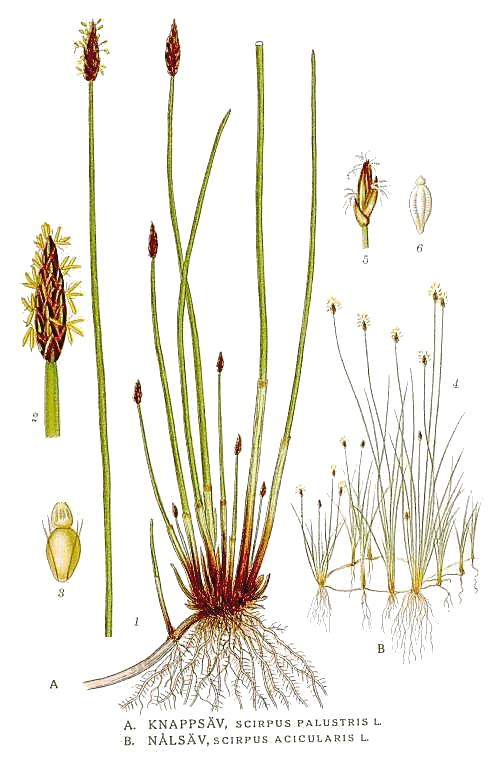
Ilustración

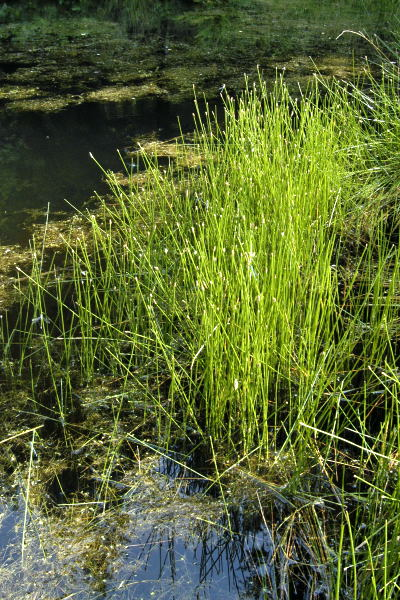
Vista de la planta

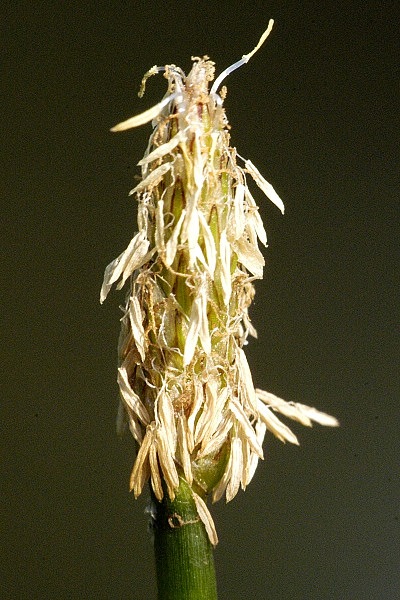
Detalle de la planta

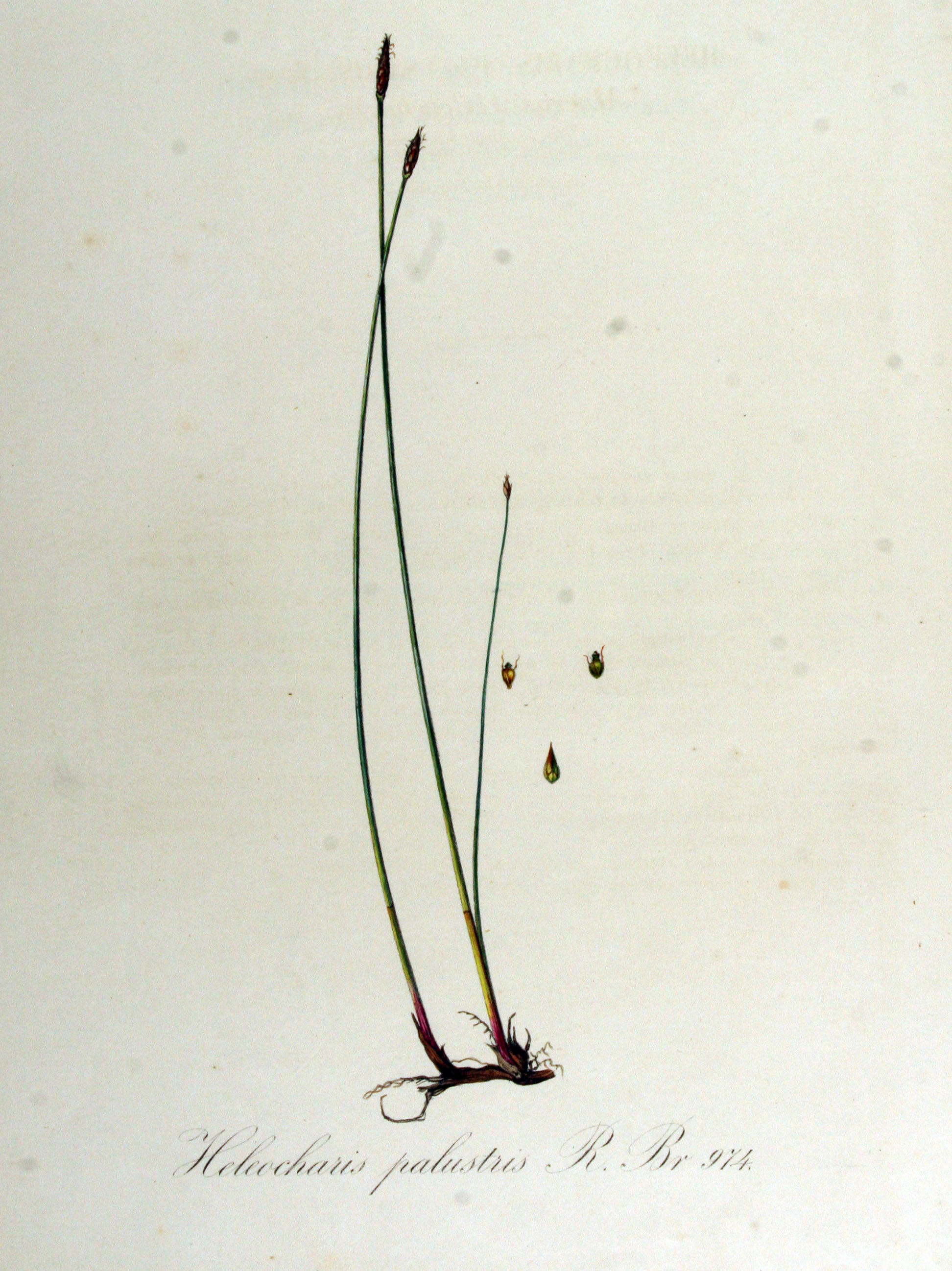
Ilustración

## Descripción
Planta vivaz, de 20 a 80 cm de altura, provista de un rizoma grueso y tallo áfilo, simple robusto y de sección circular.
Hojas reducidas a una o dos vainas en la base del tallo. Espiguillas terminales pardas y oblongas, de 20-30 flores. Dos glumas basales rodeando a la espiguilla. Dos estigmas. Fruto en aquenio amarillento y liso. Florece en primavera y verano.

## Hábitat
En sitios húmedos, cañaverales.

## Distribución
Se encuentra diseminada por toda Norteamérica (EE. UU. y Canadá al norte de Alaska, al sur de forma discontinua a través de México), en América del Sur, Europa, Asia y África.

## Taxonomía
Eleocharis palustris fue descrita por (L.) Roem. & Schult.  y publicado en Systema Vegetabilium 2: 151. 1817.
Citología
Número de cromosomas de Eleocharis palustris (Fam. Cyperaceae) y táxones infraespecíficos:  n=8, 9
Etimología
Eleocharis: nombre genérico compuesto que deriva del griego antiguo: heleios = "que habita en un pantano" y charis = "la gracia".
palustris: epíteto latíno que significa "de los pantanos, palustre"
Sinonimia
- Bulbostylis palustris (L.) Steven
- Chlorocharis palustris (L.) Rikli
- Clavula palustris (L.) Dumort.
- Cyperus paluster Missbach & E.H.L.Krause
- Cyperus paluster var. uniglumoides E.H.L.Krause
- Cyperus palustris (L.) Sessé & Moc.
- Eleocharis appendiculata Phil.
- Eleocharis boissieri Podp.
- Eleocharis crassa Fisch. & C.A.Mey. ex Zinserl.
- Eleocharis ecarinata Zinserl.
- Eleocharis eupalustris H.Lindb.
- Eleocharis glaucescens (Willd.) Schult.
- Eleocharis globularis Zinserl.
- Eleocharis haematolepis Steud.
- Eleocharis intersita Zinserl.
- Eleocharis intersita f. acetosa Tang & F.T.Wang ex Y.L.Chang
- Eleocharis kasakstanica Zinserl.
- Eleocharis kitamurana T.Koyama
- Eleocharis lereschii subsp. nebrodensis (Parl.) Nyman
- Eleocharis levinae Zoz
- Eleocharis limosa Drège
- Eleocharis lindbergii (Strandh.) Tzvelev
- Eleocharis minima f. major Boeckeler
- Eleocharis minima var. mexicensis H.Pfeiff.
- Eleocharis minor Mazziari
- Eleocharis nebrodensis Parl.
- Eleocharis oxystachys Sakalo
- Eleocharis palustromicrocarpa Á.Löve
- Eleocharis pileata A.Gray
- Eleocharis smallii var. major (Sond.) F.Seym.
- Eleocharis striata Hochst. ex Engl.
- Limnochloa capensis Nees
- Megadenus palustris (L.) Raf.
- Schoenus palustris (L.) Bernh.
- Scirpus acicularis Oeder
- Scirpus appendiculatus (Phil.) Kuntze
- Scirpus baeothryon Schrad.
- Scirpus bailii Kohts
- Scirpus caespitosus Willd. ex Kunth
- Scirpus campestris Willd. ex Kunth
- Scirpus conicus C.Presl ex Mert. & W.D.J.Koch
- Scirpus glaucescens Willd.
- Scirpus intermedius Thuill.
- Scirpus lanceiglumis C.B.Clarke
- Scirpus ovatus Gilib.
- Scirpus palustris L.
- Scirpus palustris var. limburgensis Lej.
- Scirpus palustris var. uniglumis Junge
- Scirpus palustromicrocarpus (Á.Löve) Á.Löve
- Scirpus parvulus var. bailii (Kohts) Nyman
- Scirpus pileatus (A.Gray) Franch. & Sav.
- Scirpus reptans Thuill.
- Scirpus tenuis Schreb. ex Schweigg. & Körte
- Scirpus varius Schreb. ex Schweigg. & Körte
- Trichophyllum palustre (L.) House
- Trichophyllum palustre var. glaucescens (Willd.) House[5]

Variedades
- Eleocharis palustris var. vigens L.H.Bailey
- Eleocharis palustris subsp. waltersii Bureš & Danihelka

## Nombres comunes
- Castellano: bayunquillo, juncia redonda, juncia redonda del Guadiana, junco (3), junco borde (2), junco de agua, junco de espiga, junco vano , junquera vana, junquillo.[6]